# László Tisza

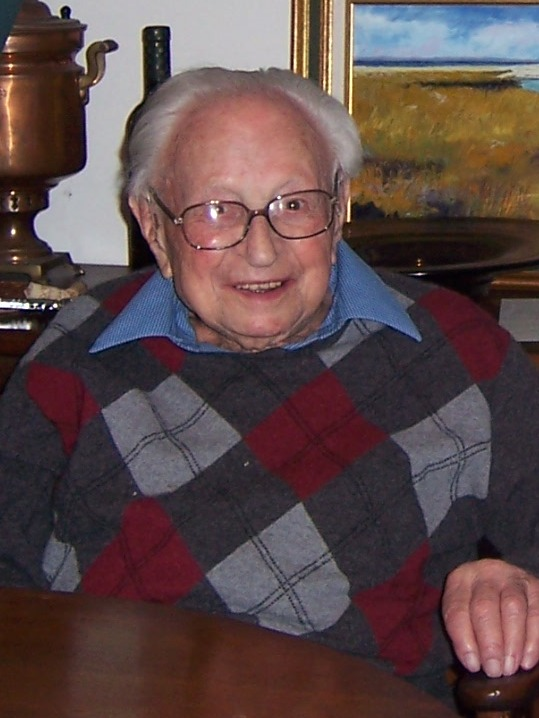
László Tisza

László Tisza (* 7. Juli 1907 in Budapest; † 15. April 2009 in Cambridge, Massachusetts) war ein US-amerikanischer Physiker ungarischer Herkunft.
Er war Professor am Massachusetts Institute of Technology (MIT).

## Leben
Tisza studierte Mathematik in Budapest. Der Physik wandte er sich zu, als er ab 1928 an der Georg-August-Universität Göttingen bei Max Born mit der Quantenmechanik bekannt wurde. Danach ging er zu Werner Heisenberg nach Leipzig, wo er mit einem weiteren ungarischen Doktoranden, Edward Teller, eine Arbeit über Molekülspektren veröffentlichte. Er schrieb dort darüber auch seine Doktorarbeit, die er nach Budapest sandte. Danach schloss er sich der Gruppe von Lew Landau in Charkiw an, dessen Anwendungen der Thermodynamik in der modernen Physik ihn stark beeinflussten. Das wurde auch das Gebiet, auf dem Tisza bekannt wurde. 1937 lernte er bei Fritz London in Paris dessen Arbeiten über Supraflüssigkeiten (flüssiges Helium) kennen und entwickelte daraus die Zweiflüssigkeiten-Theorie von flüssigem Helium (supraflüssige und normale Phase).
1941 emigrierte er in die Vereinigten Staaten und trat der Fakultät des Massachusetts Institute of Technology (MIT) bei, wo er Professor wurde. Dort befasste er sich neben theoretischer Physik (speziell Thermodynamik) später auch mit Wissenschaftsgeschichte und -philosophie, besonders in Bezug auf die Quantenmechanik. 1950 wurde er in die American Academy of Arts and Sciences gewählt.
1973 wurde Tisza emeritiert.

## Schriften
- The Thermodynamics of Phase Equilibrium, Annals of Physics, Bd. 13, 1961, S. 1–92
- mit P. M. Quay Statistical Thermodynamics of Equilibrium, Annals of Physics, Bd. 25, 1963, S. 49–90
- Generalized Thermodynamics, MIT Press, Cambridge/Massachusetts 1966
- Integration of Classical and Quantum Physics, Physical Review A, Bd. 40, 1989, S. 6781–6790